# گان (فیلم)
گان (انگلیسی: Gunn) فیلمی جنایی به کارگردانی بلیک ادواردز محصول سال ۱۹۶۷ کشور ایالات متحده آمریکا است.

## بازیگران
- کریگ استیونز در نقش Peter Gunn
- Laura Devon در نقش Edie Hart, lounge singer and Pete's girlfriend
- اد اسنر در نقش Lieutenant Charles Jacoby, a police detective and friend of Gunn
- آلبر پالسن در نقش Fusco, underworld kingpin
- Helen Traubel در نقش Mother, owner of the nightclub, Mother's
- رجیس تومی در نقش the Bishop, an informant
- جی. پت آمالی در نقش Tinker, an informant
- شری جکسون در نقش Samantha ("Sam")
- Marion Marshall در نقش Daisy Jane
- کارول وین در نقش Ernestine ("Ernie")